# Nestor Burma (seriál)
Nestor Burma je francouzsko-belgicko-švýcarský televizní seriál o detektivovi Nestoru Burmovi, který v letech 1991–2003 uvedly televizní kanály Antenne 2 a France 2.

## Charakteristika seriálu
Soukromý detektiv Nestor Burma vyšetřuje případy v celé Paříži. Případy v prvních sériích byly napsány podle knih spisovatele Léo Maleta, v pozdějších dílech se jednalo o nově napsané příběhy.

## Obsazení
- Guy Marchand: Nestor Burma (série 1-8)
- Sophie Broustal: Hélène Châtelain (série 1, díly 1 a 2)
- Natacha Lindinger: Hélène Châtelain (série 1, díly 3 a 4, série 2)
- Géraldine Cotte: Hélène Châtelain (série 3)
- Jeanne Savary: Hélène Châtelain (série 4-8)
- Pierre Tornade: komisař Florimond Faroux (série 1-6)
- Patrick Guillemin: inspektor Gérard Fabre (série 1-6)
- Elisa Servier: komisařka Béatrice Niel (série 6-8)
- Claude Brosset: Roger Zavatter (série 1)
- Michel Fortin: Roger Zavatter (série 1, 2-6)
- Serge Dupuy: Picpus (série 6-8)

## Seznam dílů

### První řada (1991–1992)
1. Pas de bavards à la Muette
2. Les Cadavres de la plaine Monceau
3. Corrida aux Champs-Élysées
4. Fièvre au Marais

### Druhá řada (1992–1993)
1. Le soleil naît derrière le Louvre
2. Casse-pipe à la Nation
3. Du rébecca rue des Rosiers
4. Micmac moche au boul'Mich
5. Un croque-mort nommé Nestor
6. Des kilomètres de linceuls
7. Retour au bercail

### Třetí řada (1993–1994)
1. L'Homme au sang bleu
2. Boulevard ossements
3. Les Eaux troubles de Javel
4. Nestor Burma court la poupée
5. Brouillard au pont de Tolbiac
6. Nestor Burma et le Monstre

### Čtvrtá řada (1994–1995)
1. Nestor Burma dans l'île
2. Le Cinquième Procédé
3. Les Paletots sans manches
4. Nestor Burma en direct

### Pátá řada (1997–1998)
1. Sortie des artistes
2. Burma se brûle les ailes
3. Drôle d'épreuve pour Nestor Burma
4. La Plus Noble Conquête de Nestor
5. Poupée russe
6. Les affaires reprennent

### Šestá řada (1998–2001)
1. En garde Burma
2. Mise à prix pour Nestor Burma
3. Burma et la Belle de Paris
4. N'appelez pas la police
5. Panique à Saint-Patrick
6. Atout cœur

### Sedmá řada (2002)
1. Concurrences déloyales
2. Mignonne, allons voir si la chose
3. Noblesse désoblige

### Osmá řada (2003)
1. La marieuse était trop belle
2. Machinations pour machines à sous
3. Maquereaux aux vingt planques